# Winhöring
Winhöring település Németországban, azon belül Bajorországban. Lakosainak száma 4856 fő (2023. december 31.). Winhöring Pleiskirchen, Reischach, Neuötting, Altötting, Töging am Inn és Alzgern községekkel határos.

## Népesség
A település népessége az elmúlt években az alábbi módon változott:
| Lakosok száma | 908  | 2603 | 4209 | 4500 | 4594 | 4665 | 4809 | 4801 | 4747 | 4856 |
|               | 1875 | 1950 | 1975 | 1987 | 2012 | 2014 | 2016 | 2018 | 2021 | 2023 |